# ریچارد اس. ساتون

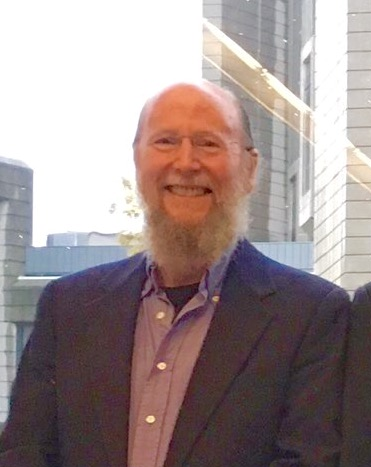
ریچارد اس. ساتون

ریچارد اس. ساتون FRS (به انگلیسی: Richard S. Sutton) یک دانشمند کامپیوتر کانادایی است. در حال حاضر، او یک محقق برجسته در دیپ‌مایند و استاد علوم محاسباتی در دانشگاه آلبرتا است. ساتون به عنوان یکی از بنیانگذاران یادگیری تقویتی در نظر گرفته می‌شود، که نقش قابل توجه در این زمینه، از جمله یادگیری تفاوت زمانی و روش‌های گرادیان (شیب) خط مشی دارد.

## زندگی و تحصیل
ریچارد ساتون در اوهایو به دنیا آمد و در اوک بروک، ایلینوی، حومه شیکاگو بزرگ شد.
ساتون لیسانس روانشناسی خود را در سال ۱۹۷۸ از دانشگاه استنفورد دریافت کرد و سپس مدرک کارشناسی ارشد (۱۹۸۰) و دکتری (۱۹۸۴) در علوم کامپیوتر از دانشگاه ماساچوست آمهرست زیر نظر اندرو بارتو را دریافت کرد. پایان‌نامه دکتری او با عنوان تخصیص اعتبار زمانی در یادگیری تقویتی، معماری‌های بازیگر-منتقد و تخصیص اعتبار زمانی را معرفی کرد.

## حرفه
در سال ۱۹۸۴، ساتون یک محقق فوق دکترا در دانشگاه ماساچوست بود.
از سال ۱۹۸۵ تا ۱۹۹۴، او یکی از اعضای اصلی کارکنان فنی در آزمایشگاه کامپیوتر و سیستم‌های هوشمند در GTE در والتهام، ماساچوست بود که مقاله یادگیری برای تخمین توسط روش‌های تفاوت زمانی را نوشت. در سال ۱۹۹۵ به عنوان دانشمند ارشد پژوهشی به دانشگاه ماساچوست بازگشت.
از سال ۱۹۹۸ تا ۲۰۰۲، ساتون در آزمایشگاه AT&T Shannon در فلورهام پارک، نیوجرسی به عنوان کارمند فنی اصلی در بخش هوش مصنوعی کار کرد.
از سال ۲۰۰۳، او استاد علوم محاسباتی در دانشگاه آلبرتا بوده‌است. او تا سال ۲۰۱۸ هدایت آزمایشگاه هوش مصنوعی و یادگیری تقویتی مؤسسه را بر عهده داشت.
ساتون با حفظ سمت استادی خود، در ژوئن ۲۰۱۷ به عنوان یک دانشمند پژوهشی برجسته و یکی از بنیانگذاران دفتر جدید آن در ادمونتون به Deepmind پیوست.
ساتون در سال ۲۰۱۵ شهروند کانادا شد و در سال ۲۰۱۷ تابعیت ایالات متحده را ترک کرد.

## انتشارات برگزیده
- ساتون، RS، بارتو، AG, یادگیری تقویتی: مقدمه. مطبوعات MIT، ۱۹۹۸. همچنین به ژاپنی و روسی ترجمه شده‌است. ویرایش دوم MIT Press 2018.
- Miller, WT, Sutton, RS, Werbos, PJ (Eds. , شبکه‌های عصبی برای کنترل . انتشارات MIT، ۱۹۹۱.
- ساتون، RS (ویرایش)، یادگیری تقویتی. تجدید چاپ شماره ویژه مجله یادگیری ماشین. انتشارات آکادمیک کلوور، ۱۹۹۲

ساتون از سال ۲۰۰۱ عضو انجمن پیشرفت هوش مصنوعی است. در سال ۲۰۰۳ او جایزه ویژه را از انجمن بین‌المللی شبکه عصبی و در سال ۲۰۱۳، جایزه دستاورد برجسته در تحقیقات را از دانشگاه ماساچوست آمهرست دریافت کرد.
در سال ۲۰۲۱، ساتون به عنوان عضو انجمن سلطنتی انتخاب شد.